# باریلز
باریلز (به فرانسوی: Bareilles) یک کمون در فرانسه است که در Canton of Bordères-Louron واقع شده‌است.

## خصوصیات
باریلز ۲۰٫۸۴ کیلومترمربع مساحت و ۶۱ نفر جمعیت دارد و ۱٬۰۰۰ متر بالاتر از سطح دریا واقع شده‌است.